# Ecuador en la Copa Mundial de Fútbol Sub-17 de 2015
La Selección de Ecuador fue uno de los 24 equipos participantes en la Copa Mundial de Fútbol Sub-17 de 2015, torneo que se llevó a cabo entre el 17 de octubre y el 8 de noviembre de 2015 en Chile.
La selección Selección de fútbol sub-17 de Ecuador logró el tercer lugar en el Campeonato Sudamericano Sub-17 de 2015, y se clasificó al Campeonato Mundial. Luego de 4 años de ausencia, la tricolor volvió a un Campeonato Mundial sub-17. Alcanzó la etapa de cuartos de final, con un saldo de 3 triunfos y 2 derrotas, al igual que lo hiciera en el torneo de 1995 donde fue el anfitrión.

## Plantel

### Lista de convocados
Entrenador:  José Rodríguez
| N.º | Nombre                | Posición      | Edad    | Club                                |
| --- | --------------------- | ------------- | ------- | ----------------------------------- |
| 1   | José Gabriel Cevallos | Portero       | 17 años | Liga Deportiva Universitaria        |
| 12  | Gian Terreros         | Portero       | 17 años | Barcelona S. C.                     |
| 21  | Leodán Chalá          | Portero       | 17 años | C. D. El Nacional                   |
| 2   | Joan Cortez           | Defensa       | 17 años | C. S. Norte América                 |
| 3   | Joel Quintero         | Defensa       | 17 años | C. S. Emelec                        |
| 4   | Kevin Minda           | Defensa       | 16 años | Liga Deportiva Universitaria        |
| 6   | Jhonner Montezuma     | Defensa       | 17 años | C. S. Norte América                 |
| 16  | José Flor             | Defensa       | 17 años | C. D. El Nacional                   |
| 17  | Pervis Estupiñán      | Defensa       | 17 años | Liga Deportiva Universitaria        |
| 20  | Jean Peña             | Defensa       | 17 años | C. D. El Nacional                   |
| 5   | Juan Nazareno         | Mediocampista | 17 años | Independiente del Valle             |
| 8   | Janus Vivar           | Mediocampista | 17 años | C. S. Norte América                 |
| 10  | Yeison Guerrero       | Mediocampista | 17 años | Independiente del Valle             |
| 13  | Byron Castillo        | Mediocampista | 16 años | C. S. Norte América                 |
| 14  | Renny Jaramillo       | Mediocampista | 17 años | Independiente del Valle             |
| 15  | Alan Franco           | Mediocampista | 17 años | Independiente del Valle             |
| 18  | Peter Valencia        | Mediocampista | 17 años | C. D. River Plate Ecuador           |
| 7   | Washington Corozo     | Delantero     | 17 años | Independiente del Valle             |
| 9   | Ángel Vásquez         | Delantero     | 17 años | Barcelona S. C.                     |
| 11  | Jhon Pereira          | Delantero     | 17 años | C. S. Norte América                 |
| 19  | Anderson Naula        | Delantero     | 17 años | Liga Deportiva Universitaria (Loja) |

## Participación

### Partidos
| Fecha          | Lugar      | Instancia        | Local    |                     | Resultado |                    | Visitante |
| -------------- | ---------- | ---------------- | -------- | ------------------- | --------- | ------------------ | --------- |
| 18 de octubre  | Talca      | Fase de grupos   | Honduras | Bandera de Honduras | 1:3 (0:2) | Bandera de Ecuador | Ecuador   |
| 21 de octubre  | Talca      | Fase de grupos   | Ecuador  | Bandera de Ecuador  | 1:2 (0:1) | Bandera de Mali    | Malí      |
| 24 de octubre  | Talca      | Fase de grupos   | Ecuador  | Bandera de Ecuador  | 2:0 (1:0) | Bandera de Bélgica | Bélgica   |
| 29 de octubre  | Concepción | Octavos de final | Rusia    | Bandera de Rusia    | 1:4 (1:2) | Bandera de Ecuador | Ecuador   |
| 2 de noviembre | Coquimbo   | Cuartos de final | Ecuador  | Bandera de Ecuador  | 0:2 (0:1) | Bandera de México  | México    |

### Fase de grupos - Grupo D
| Selección | Pts | PJ | PG | PE | PP | GF | GC | Dif |
| --------- | --- | -- | -- | -- | -- | -- | -- | --- |
| Malí      | 7   | 3  | 2  | 1  | 0  | 5  | 1  | +4  |
| Ecuador   | 6   | 3  | 2  | 0  | 1  | 6  | 3  | +3  |
| Bélgica   | 4   | 3  | 1  | 1  | 1  | 2  | 3  | -1  |
| Honduras  | 0   | 3  | 0  | 0  | 3  | 2  | 8  | -6  |

|  | Clasificados a los octavos de final. |

#### Honduras vs. Ecuador
| 18 de octubre | Honduras  | 1:3 (0:2) | Ecuador                                         | Estadio Fiscal de Talca, Talca                            |                                                           |
| 19:00         | Grant 83' | Reporte   | Guerrero 2' · Estupiñán 19' (pen.) · Cortez 76' | Asistencia: 3 509 espectadores Árbitro(s): Michael Oliver | Asistencia: 3 509 espectadores Árbitro(s): Michael Oliver |

#### Ecuador vs. Malí
| 21 de octubre | Ecuador              | 1:2 (0:1) | Malí                  | Estadio Fiscal de Talca, Talca                                  |                                                                 |
| 20:00         | Estupiñán 70' (pen.) | Reporte   | Traore 9' · Malle 61' | Asistencia: 4 721 espectadores Árbitro(s): Martin Strömbergsson | Asistencia: 4 721 espectadores Árbitro(s): Martin Strömbergsson |

#### Ecuador vs. Bélgica
| 24 de octubre | Ecuador                   | 2:0 (1:0) | Bélgica | Estadio Fiscal de Talca, Talca                                   |                                                                  |
| 16:00         | Corozo 40' · Guerrero 73' | Reporte   |         | Asistencia: 6 229 espectadores Árbitro(s): Abdulrahman Al Jassim | Asistencia: 6 229 espectadores Árbitro(s): Abdulrahman Al Jassim |

### Octavos de final

#### Rusia vs. Ecuador
| 29 de octubre | Rusia      | 1:4 (1:2) | Ecuador                                     | Estadio Municipal Ester Roa, Concepción                            |                                                                    |
| 20:00         | Chálov 16' | Reporte   | Pereira 3', 65' · Corozo 17' · Nazareno 78' | Asistencia: 10 705 espectadores Árbitro(s): Abdulla Hassan Mohamed | Asistencia: 10 705 espectadores Árbitro(s): Abdulla Hassan Mohamed |

### Cuartos de final

#### Ecuador vs. México
| 2 de noviembre | Ecuador | 0:2 (0:1) | México                           | Estadio Francisco Sánchez Rumoroso, Coquimbo            |                                                         |
| 17:00          |         | Reporte   | Zamudio 41' · Salazar 55' (pen.) | Asistencia: 3 127 espectadores Árbitro(s): Ruddy Buquet | Asistencia: 3 127 espectadores Árbitro(s): Ruddy Buquet |

- Datos: Q20022132